# Pierre Sala
Pour les articles homonymes, voir Sala.
Pierre Sala (également orthographié Salla, Salas, de Sala) (né à Lyon vers 1457 - mort vers 1529) est un bourgeois de Lyon, valet de chambre, écuyer à la cour des rois de France, puis collectionneur d'antiquités et écrivain français.

## Biographie
Dans son introduction sur le Livre d'amitié dédié à Jehan de Paris par l'écuyer Pierre Sala publiée en 1884, Georges Guigue est l'auteur de la première biographie consistante de Pierre Sala, grâce à ses recherches dans les archives lyonnaises. Philippe Fabia y fera largement référence dans son ouvrage sur Pierre Sala, publié en 1934.

### Jeunesse et service à la cour
Les origines de Pierre Sala ne sont pas très précisément connues : il nait à Lyon peu avant le 5 août 1457, date de décès de sa mère Olive. Son père Amédée « Bastien » Sala (1442-1468) est issu d'une famille lyonnaise d'artisans tisserands et de fabricants de bâts d'ânes, d'où les surnoms de Bastier portés par certains de ses ascendants. On ne dispose d'aucun détail sur la jeunesse ou sur l'éducation de Pierre Sala.
Vers 1480, il entre comme maitre d'écurie au service du futur roi Charles VIII. Il continue à servir à la cour comme écuyer, panetier du dauphin Charles-Orland de 1492 à 1495, durant la courte vie de ce dernier, valet de chambre du roi Louis XII, maître des requêtes ordinaire de l'« ostel du roy » en 1511, « maistre d'ostel de chez le roy ». Pierre suit les déplacements de la cour royale, il est en Espagne à La Corogne, en Italie à Naples et à Fornoue avec les troupes de Charles VIII, mais pas à Milan. En revanche, il ne semble pas qu'il soit allé à Jérusalem. À l'avènement de François Ier en 1515, il approche de la soixantaine, un âge avancé pour l'époque, et se retire de la cour avec le titre purement honorifique d'écuyer.

### Retraite lyonnaise
De retour à Lyon, Pierre Sala s'établit dans la maison qu'il s'est fait construire auparavant, vers 1505 selon Fabia, à mi-pente de la colline de Fourvière, sur une vigne des frères Berjon au lieu-dit « champ de Colle » ou « Croix de Colle », au-dessus de la cité lyonnaise, le Vieux Lyon. L'habitation est isolée dans ce qui est alors en pleine campagne, et d'après de rares évocations de Pierre Sala « tout y fault (manque) jusqu'à l'eau », mais « le regart y est beau » et le « logis propice et duysant pour composer ». Selon Fabia, Sala alterne ses séjours entre cette maison des champs à la belle saison, et une maison en ville en hiver. Située au voisinage de vestiges romains visibles et imposants - les ruines non encore identifiées d'un odéon -, la maison est vite nommée Antiquaille en raison des nombreuses découvertes archéologiques qu'il fait sur son terrain au-dessus des ruines antiques de la ville de Lugdunum.
Sala rassemble dans sa maison ces fragments antiques, dont une longue inscription funéraire à Claudius Rufinus découverte sous sa chapelle attenant à l'Antiquaille,. Toutefois, Fabia doute de l'existence réelle de cette collection, car aucun des ouvrages de Pierre Sala n'en fait mention, alors qu'il se vante de posséder plus de cent livres.
Vers 1517, Pierre Sala marie sa fille unique Éléonore à Hector Buatier, fils du notaire lyonnais Antoine Buatier. À une date indéterminée, comprise entre 1506 et 1522, Pierre épouse en secondes noces Marguerite Bullioud, veuve d'Antoine Buatier. Marguerite est une femme cultivée et richement dotée, propriétaire de plusieurs terrains sur la colline et sa sœur Sybille a été une des dames d'honneur d'Anne de Bretagne. Pierre lui dédie plusieurs de ses œuvres.
En avril 1522, le roi François Ier lui rend visite à Lyon pour admirer ses collections de livres et d'œuvres antiques. La rencontre est illustrée par une miniature du manuscrit Prouesses de plusieurs Roys, que Pierre Sala offre au souverain.
Miniatures et dessin montrant la maison de l'Antiquaille :

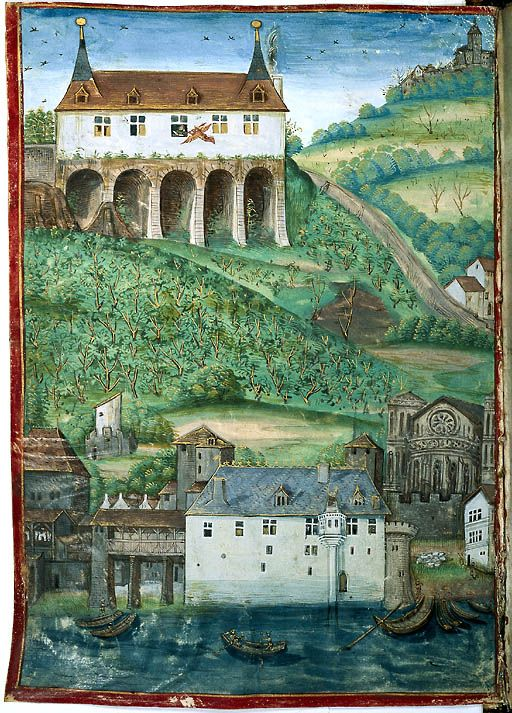
Le dieu d'Amour visite Pierre Sala à sa fenêtre. Folio I, Complainte au dieu d'Amour
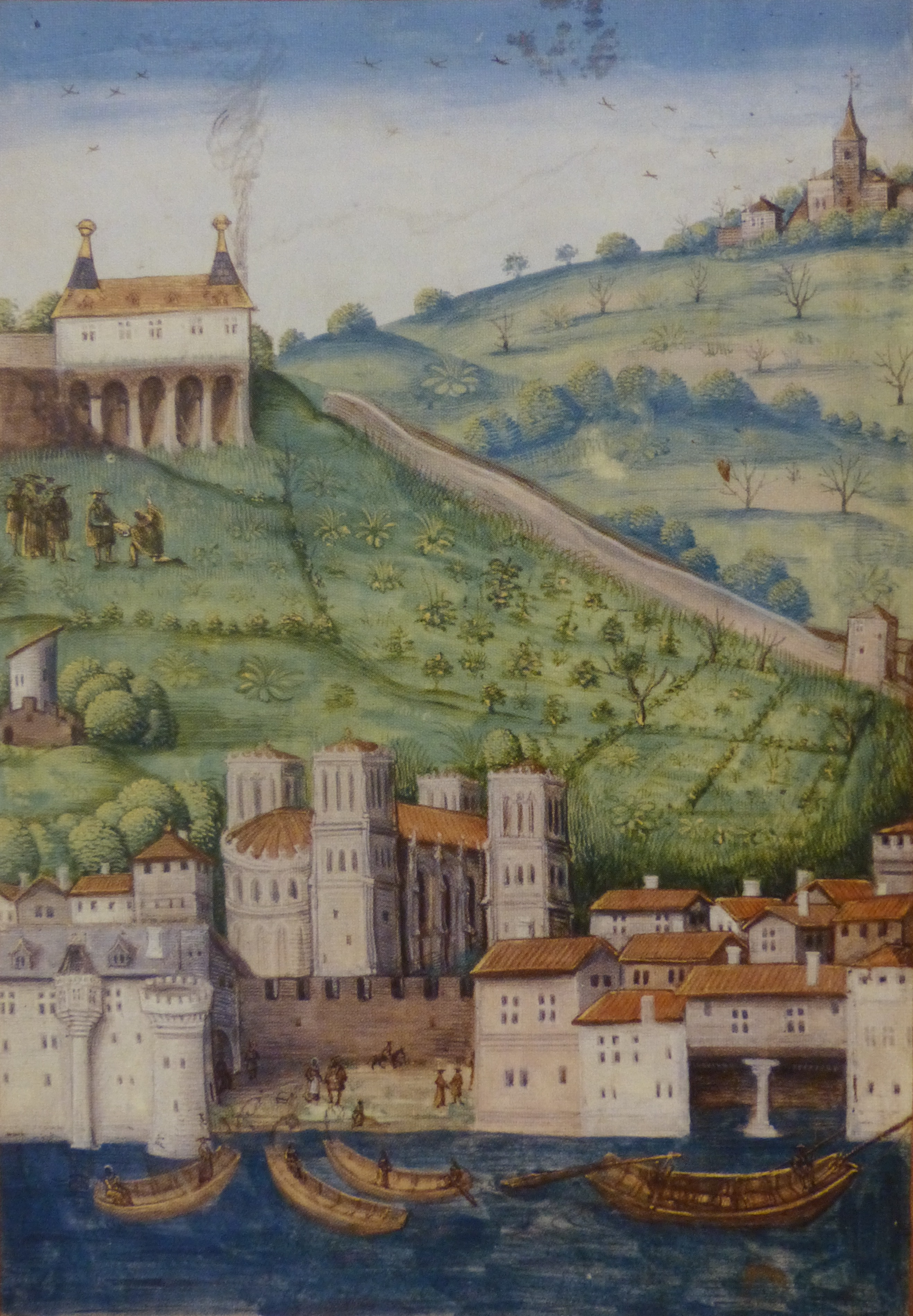
Pierre Sala devant sa demeure offrant à François Ier Les prouesses de plusieurs rois (Ier feuillet du manuscrit).
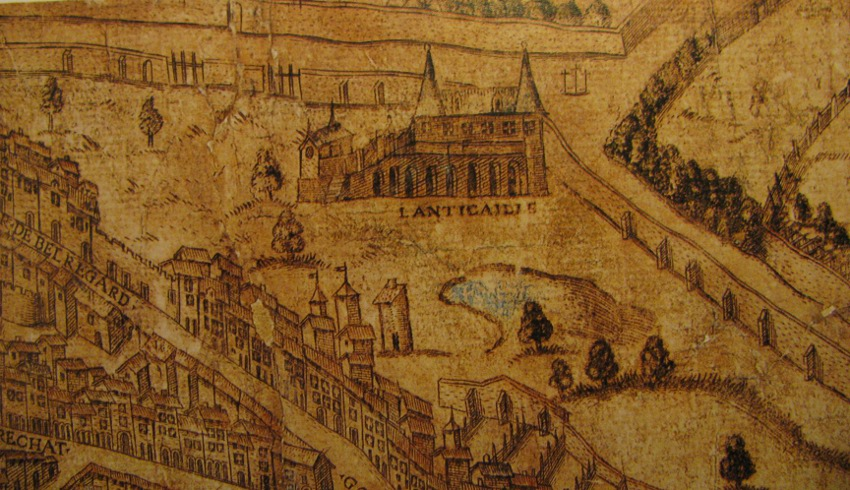
L'Antiquaille sur le plan scénographique de Lyon, vers 1550
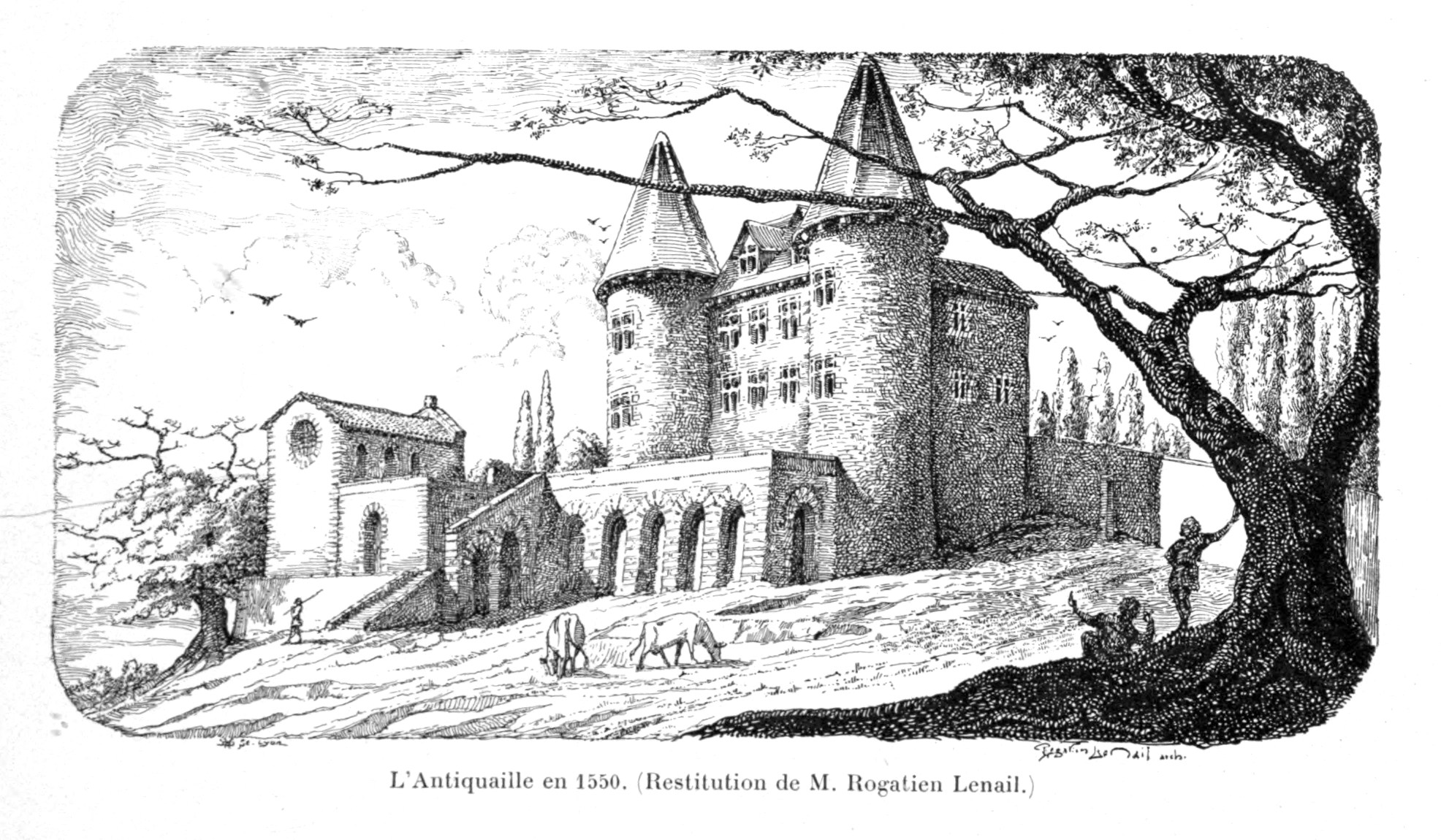
Dessin de 1908, reconstitution de l'Antiquaille vers 1550

La date et le lieu de décès de Pierre Sala ne sont pas déterminés, le 8 juillet 1529 est sa dernière date d'apparition connue. À la Toussaint 1529, ce sont sa veuve et ses héritiers qui participent au versement pour la rançon de François Ier.

## Ex-libris
Pierre sala collectionneur d'antiquités est aussi lecteur avec ses ex-libris qui permettent notamment de retrouver son blason : « D'argent, à une étoile surmontée d'un croissant renversé, à une bordure engrelée, le tout de gueules ».

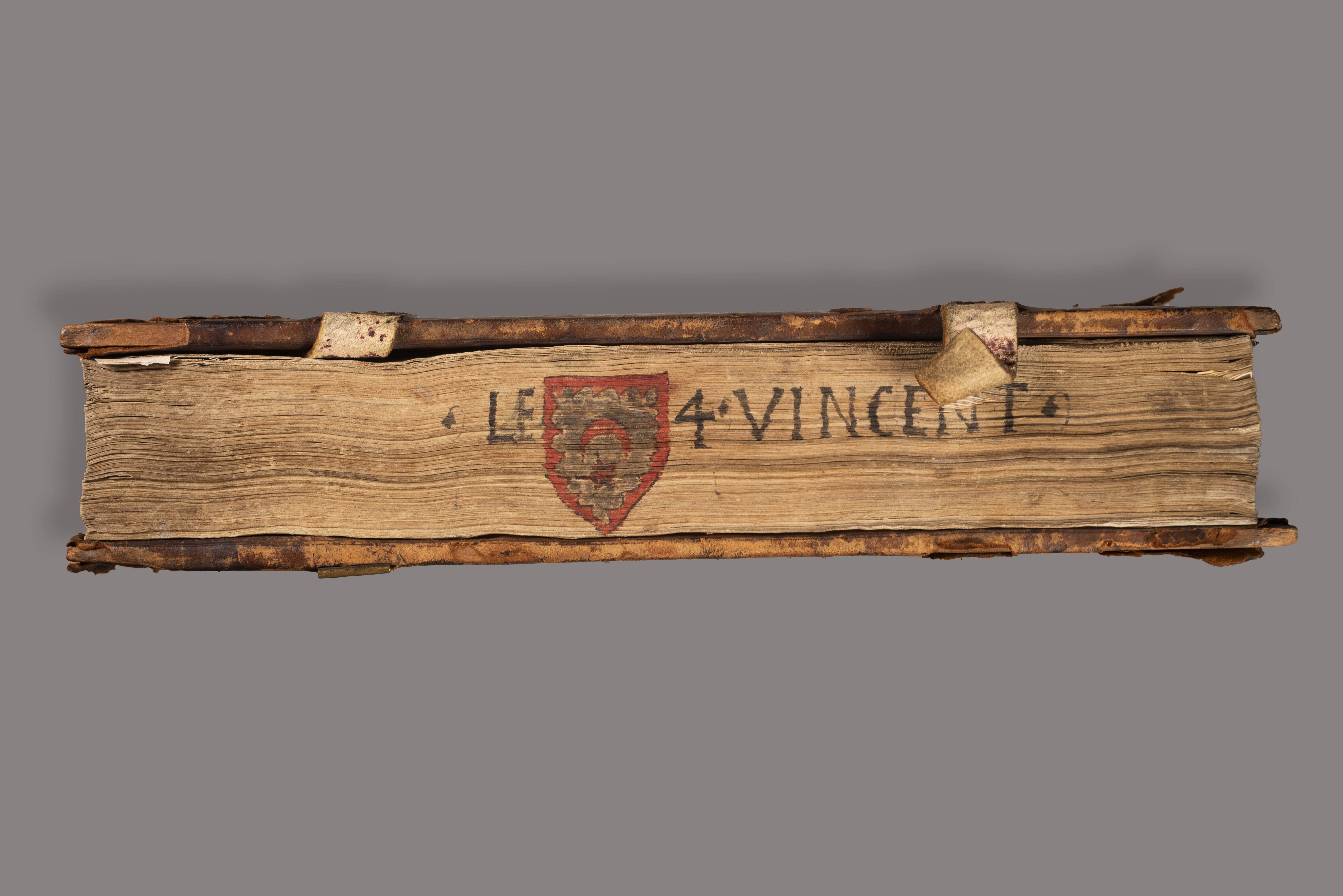
Blason de Pierre Sala sur la tranche de gouttières d'un livre lui ayant appartenu
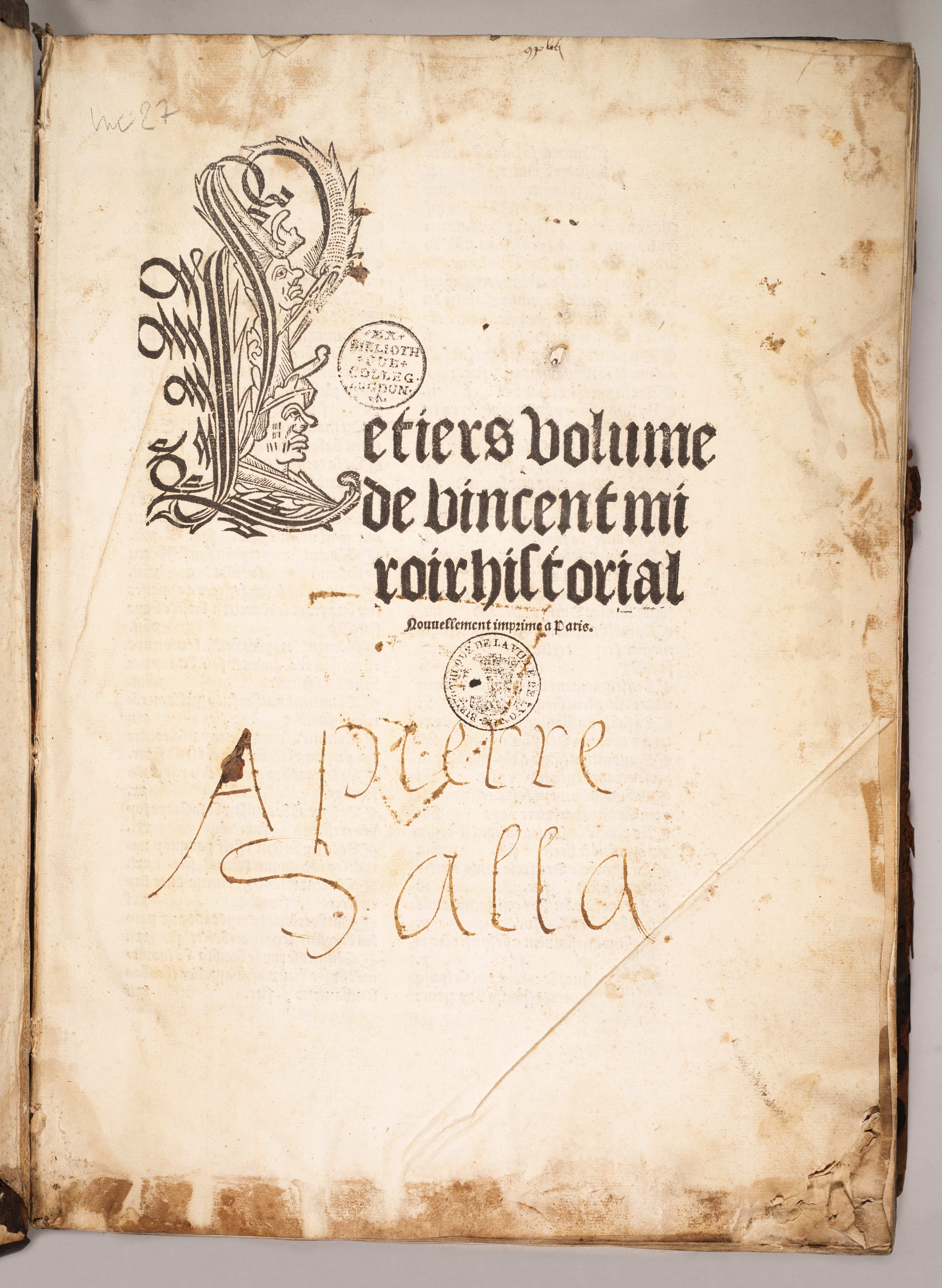
Ex-libris manuscrit de Pierre Sala
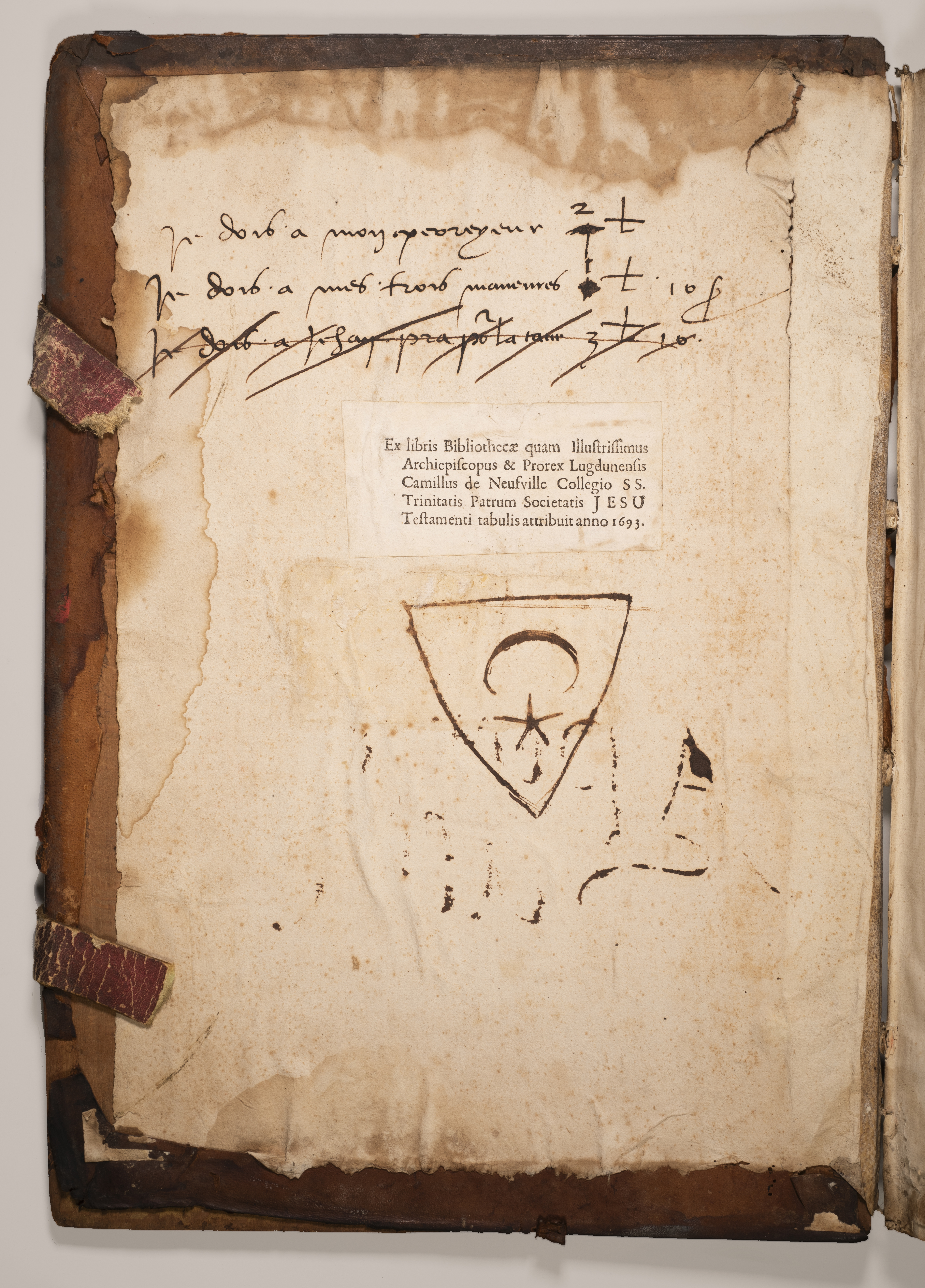
Ex-libris dessiné par Pierre Sala
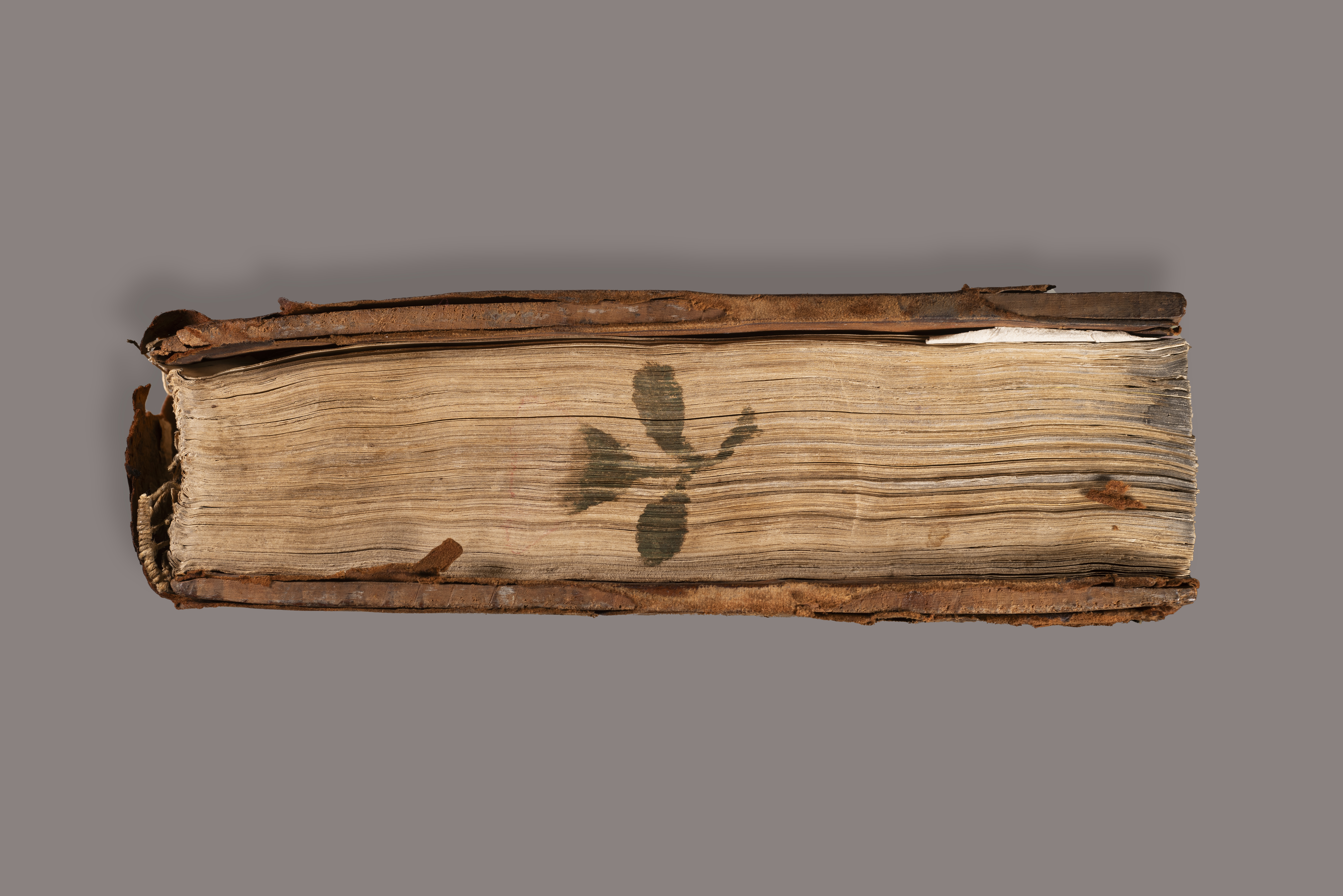
Trèfle imprimé sur la tranche d'un volume ayant appartenu à Pierre Sala

## Œuvres
Malgré la présence d'imprimeurs à Lyon depuis le siècle précédent, Pierre Sala ne fit imprimer aucun de ses ouvrages, préférant le manuscrit, soigneusement calligraphié et illustré d'enluminures colorées, plus esthétique que le livre imprimé accompagné de gravures en noir et blanc. Ces manuscrits prestigieux suffisaient à un public choisi, appréciant le luxe, le roi ou la reine, et ses quelques amis. Sala n'est toutefois pas un écrivain passéiste, il montre plusieurs traits de modernité pour son époque : il écrit en français et non en latin, langue de culture internationale ; il adopte un genre de présentation nouvelle, le livre d'emblèmes, formule dans l'air du temps qui connaitra un grand succès lorsque les imprimeurs la reprendront.
Ses éditions toutes manuscrites se limitent à un unique exemplaire, parfois deux, et la chronologie de production est incertaine et très approximative.
Le seul ouvrage que l'on puisse dater précisément est Le Régime contre la pestillance, texte rédigé avant la visite de François Ier à Lyon d'avril à juillet 1522. Pierre Sala rédige ce manuscrit en réponse aux inquiétudes du souverain sur les mesures de salubrité prises contre la peste qui touchait Lyon.
La complainte de Nature à l'alchimiste errant, manuscrit de 44 folios dédié à François Ier, est daté vers 1516.
Le Moraulz dictz des philosophes est daté vers 1515-1525.
L'épitre sur l'Amitié ou Livre d'amitié connut deux versions manuscrites, la première à Lyon est dédiée au lyonnais Claude Laurencin, veuf de la sœur de Marguerite Bullioud, ce qui le daterait après le mariage de Marguerite et Pierre Sala ; la seconde est adressée au peintre et miniaturiste Jean Perréal, parisien installé à Lyon.

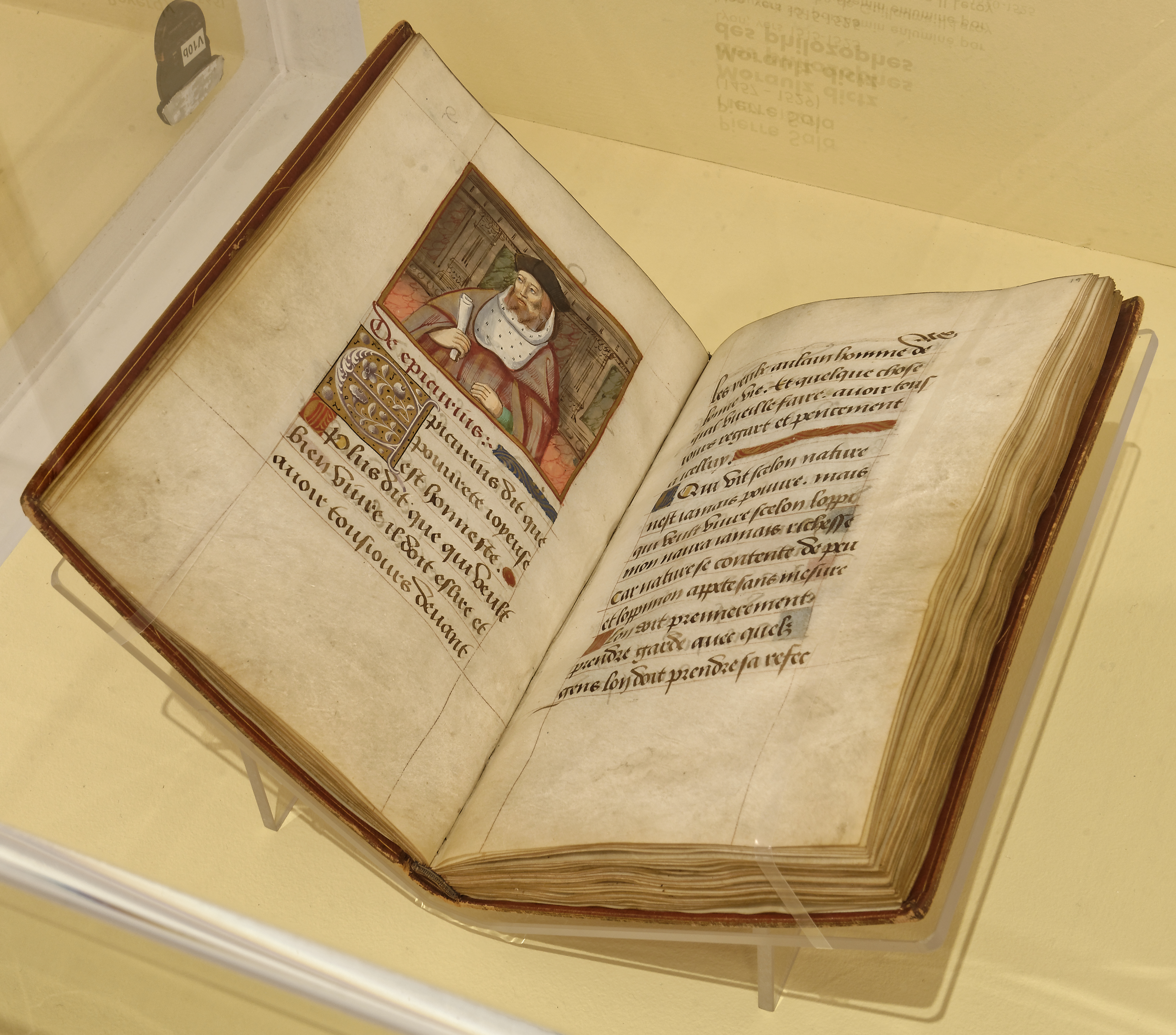
Épicure, sur les folios 19 et 20 du Moraulz dictz des philosophes
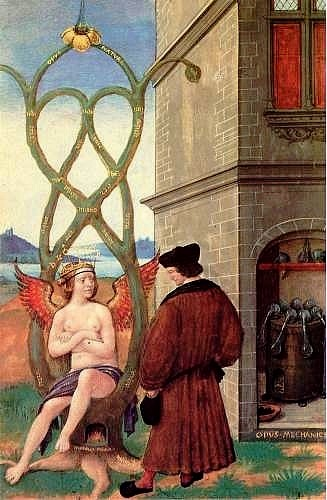
Unique enluminure de la Complainte de Nature à l'alchimiste errant, dessinée par Jean Perréal - Musée Marmottan

### Poésie galante
Le Petit Livre d'amour (également titré Emblèmes et Devises d'Amour ou Énigmes et Devises d'amour) est un manuscrit dédié à sa future épouse Marguerite Bullioud, entre 1500 et 1519, conservé à Londres à la British Library. L'ouvrage composé en français, à l'exception d'un poème en italien, est écrit en lettres cursives dorées sur parchemin coloré en pourpre, à l'imitation des manuscrits précieux, ecclésiastiques ou royaux. Chacun des douze quatrains est surmonté d'un ou plusieurs M majuscules, dessiné par deux compas entrecroisés, allusion à l'initiale de Marguerite. Le livre est illustré selon la présentation en double page des livres d'emblèmes, avec en regard de chaque quatrain une miniature en pleine page, dont l'unique portrait de Sala, encadrée de bandes dorées. De petit format, 13 cm sur 9,5 cm, l'ouvrage a été conservé avec son petit étui de rangement, en bois couvert de cuir bouilli vert doré et gravé (dimensions (13,3cm par 11,1cm). Des petits anneaux sur la tranche de l'étui permettaient de le suspendre et de le porter à la ceinture.
Quelques enluminures, du maître enlumineur dit le Maître de la Chronique scandaleuse :

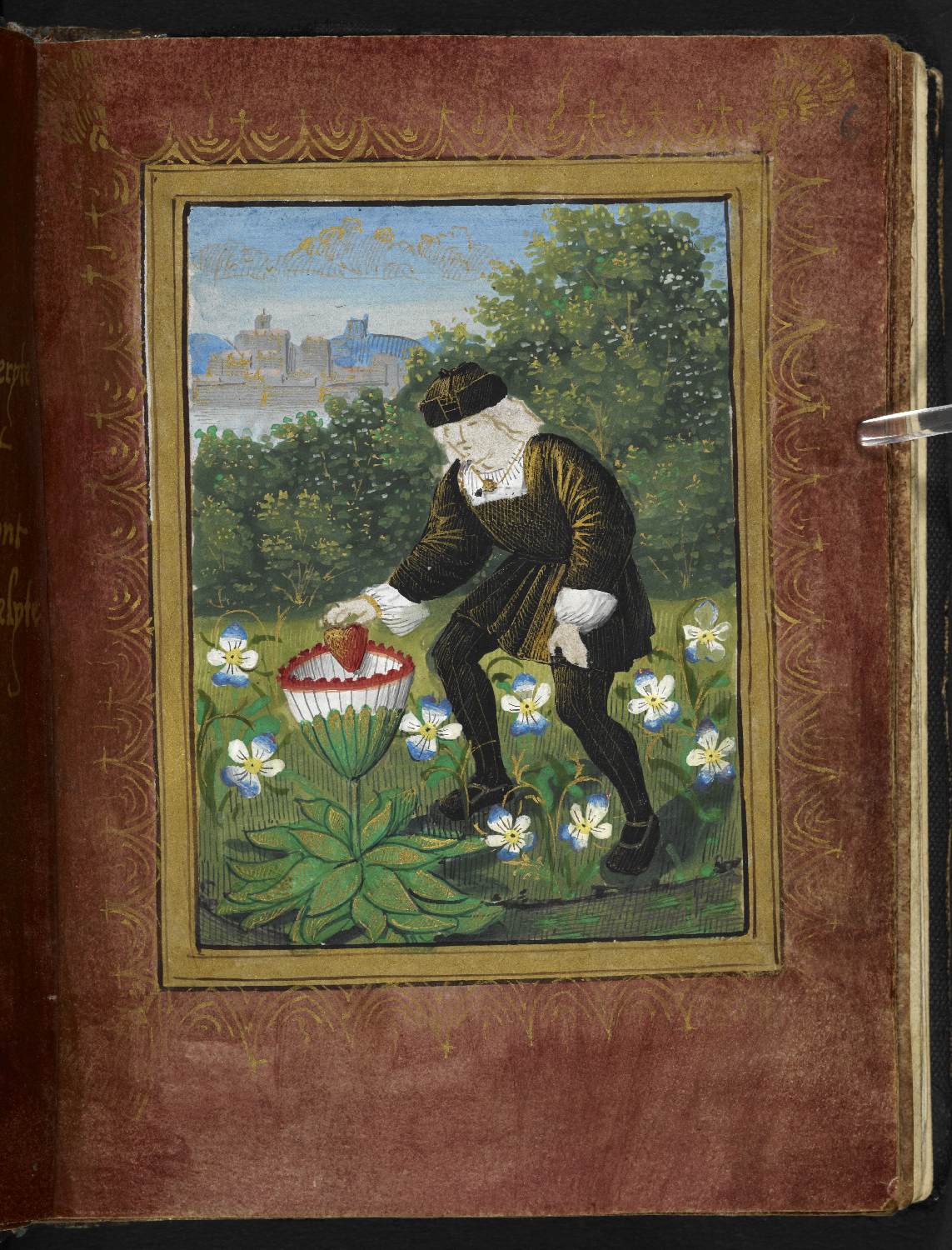
L'auteur, Pierre Sala, dépose son cœur dans une marguerite
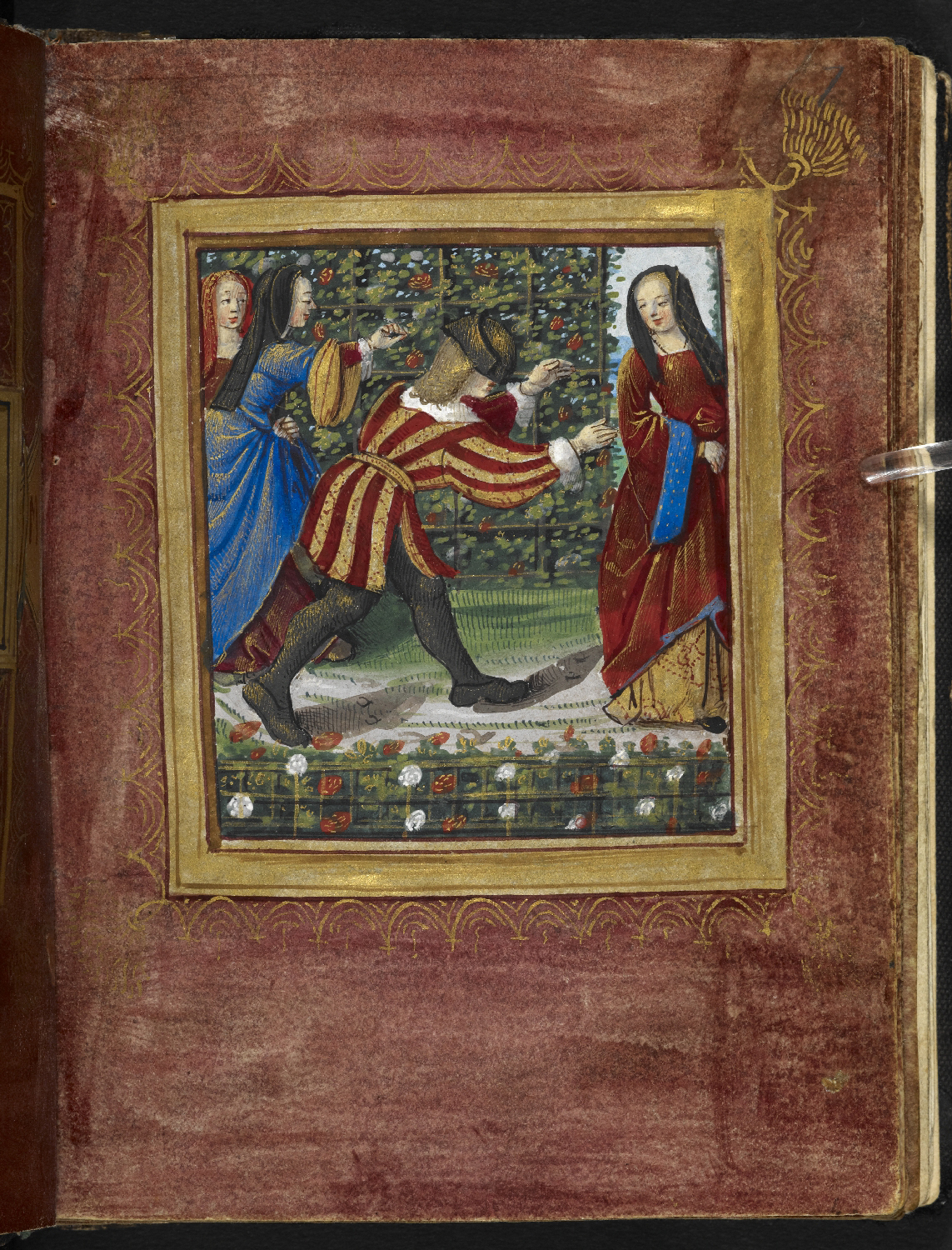
Partie de colin-maillard
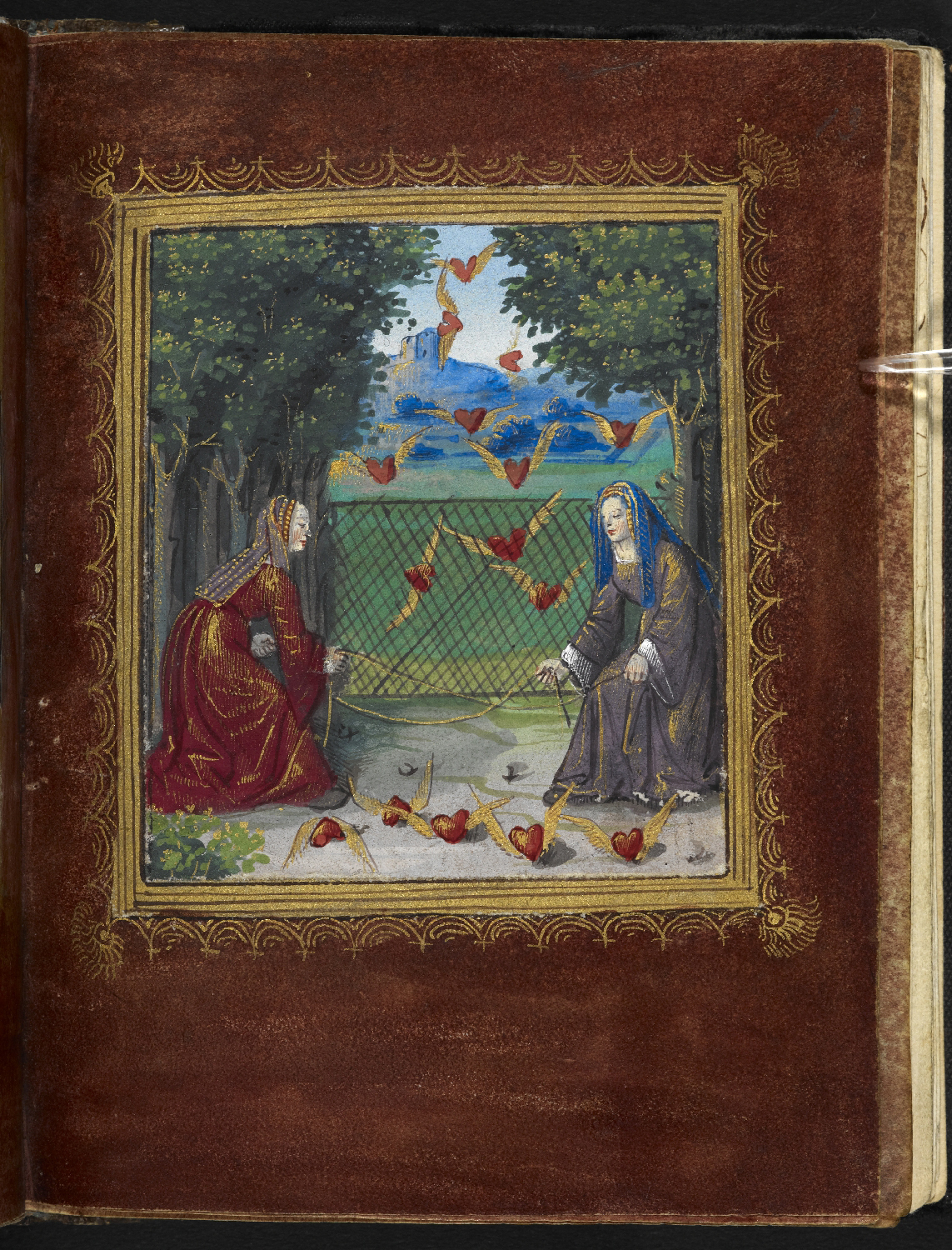
Jeunes femmes piégeant des cœurs ailés
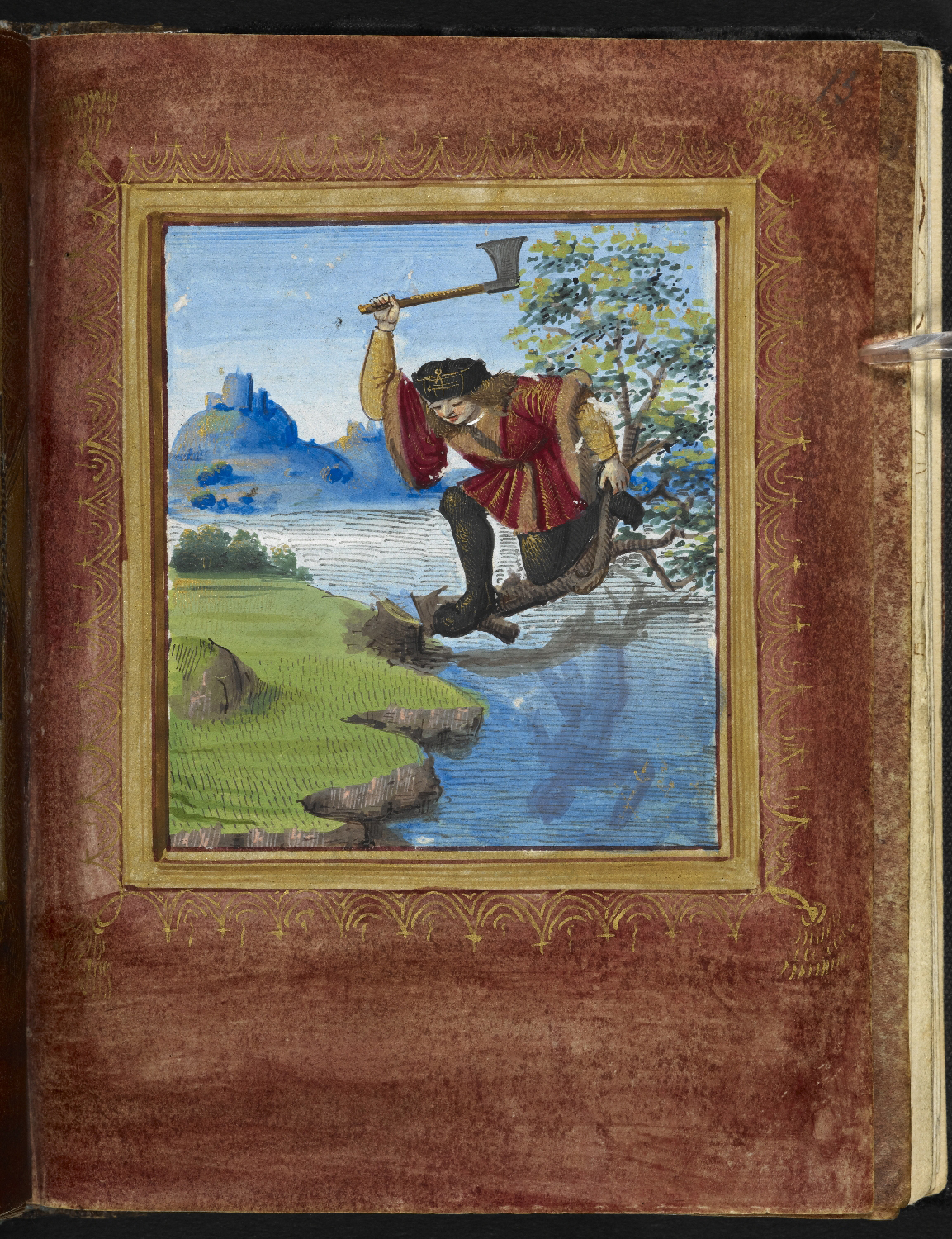
Le fou coupe la branche sur laquelle il est assis

Le recueil de Fables et emblèmes en vers, librement inspiré de fables d'Ésope est dédié à Louise de Savoie, régente de France durant la captivité  de son fils François Ier entre 1525 et 1526. Pierre Sala a produit deux manuscrits, le premier, qu'il a gardé chez lui, contenant treize fables, le second, offert à Louise de Savoie, avec une page d'enluminure aux armes de la reine et dix-sept fables, dont seulement six reprises du précédent exemplaire. Les deux manuscrits se présentent selon la formule du livre d'emblèmes : sur le folio droit, huit lignes d'hexasyllabes dont les deux dernières énoncent une morale, sur le folio gauche une miniature illustrant la fable. Les fables sont très librement inspirées de la traduction française de Julien Macho des fables d'Ésope, et d'un autre recueil, le Speculum historiale de Vincent de Beauvais, francisé en 1479 par Jean de Vignay. Outre leur aspect divertissant, ces textes peuvent être lus comme la critique respectueuse de l'impétuosité du roi qui a provoqué sa capture malchanceuse à Pavie, et la justification de la politique prudente et négociatrice de la régente Louise.
Pierre Sala compose un autre ouvrage sur le même thème de la poésie courtoise, la Complainte au dieu d'Amour, dédié au futur cardinal de Tournon, membre du Conseil de Louise de Savoie.

### Les sujets historiques

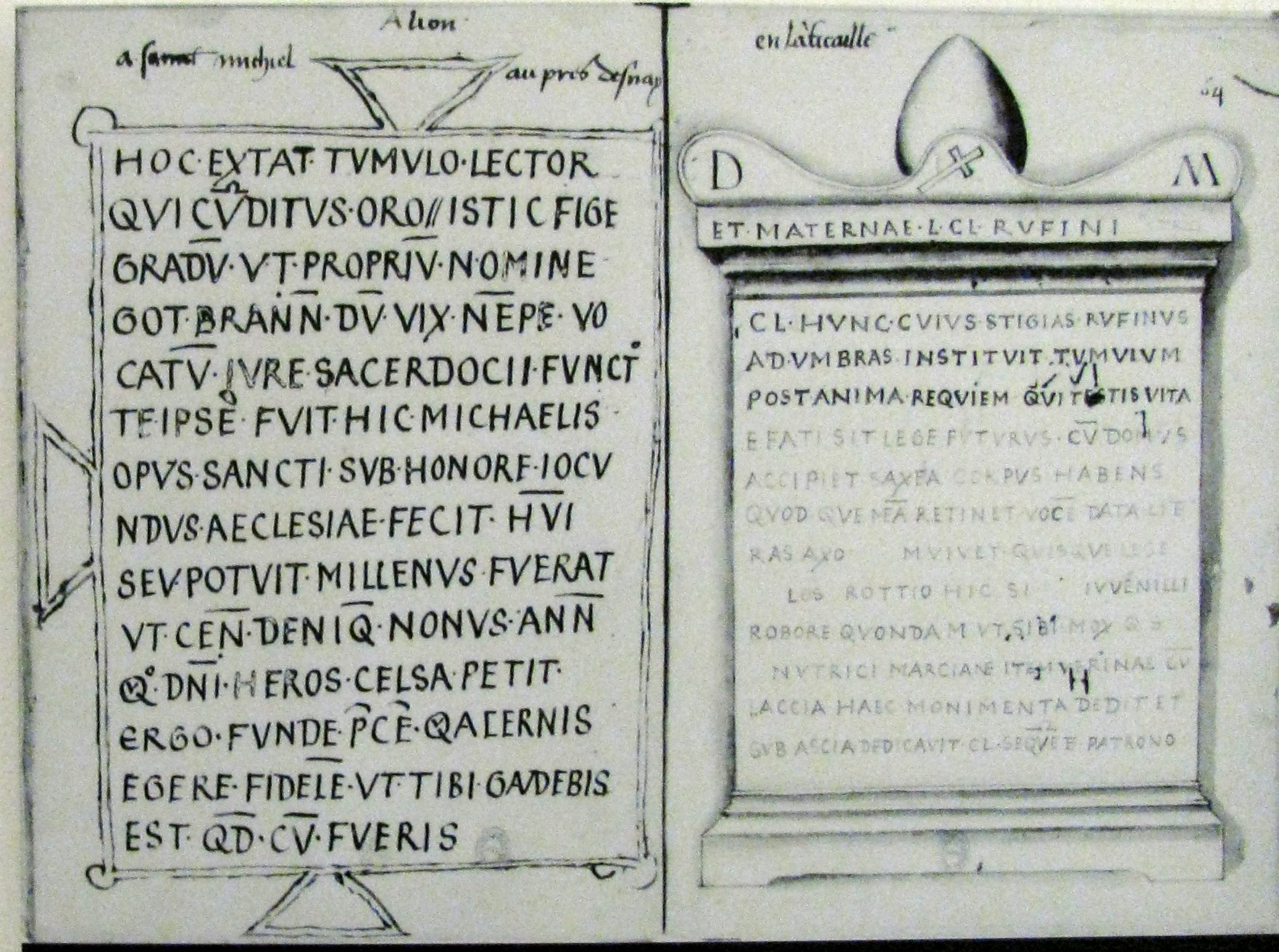
Les antiquités de Lyon, folios 63 et 64 ; page gauche : épitaphe de Gotban, prêtre qui rebâtit Saint-Michel d'Ainay XIIe siècle, ; à droite, épitaphe de Claudius Rufinus

Comme ses contemporains humanistes, Pierre Sala s'intéresse à l'Histoire, avec les approches de son temps. Pour lui, est antique ce qui est vieux, que cela date des Gaulois et des Romains, ou seulement du siècle précédent. Soucieux de montrer l'ancienneté de sa ville natale, il se constitue vers 1520 avec Les Antiquités de Lyon un recueil hétérogène de textes en français et en latin sur diverses curiosités, historiques ou mythiques : se succèdent pêle-mêle « Comment le pont d'Avignon fut commencé miraculeusement », les « anciennes pompes funérailles » c'est-à-dire les rites funéraires romains, des extraits d'auteurs anciens concernant Lyon, citant Sénèque, Suétone, Tacite, Eusèbe de Césarée, etc., seule documentation historique disponible au début du XVe siècle, accompagnée de quatorze copies d'épitaphes et d'inscriptions en latin trouvées à Lyon ; l'extrait d'un texte en latin concernant la tarasque; un texte sur les arcs en ruines à Saint-Irénée et en dehors de Lyon à Chaponost. N'en comprenant pas la fonction, il les désigne comme « arcs des Sarrasins », tout en fournissant pour le mot « Sarrasin » l'étymologie fantaisiste « Cesarius » qui ramène aux Romains.
L'histoire des rois de France est un autre sujet à la mode, mais traité de façon mythique et imaginative, en inventant une généalogie des rois de France remontant aux Troyens, rivalisant d'ancienneté prestigieuse à celle que proclament les Italiens pour Rome. Dans cette veine historiographique, Pierre Sala commence Les Hardiesses de plusieurs rois et empereurs, manuscrit qu'il n'achève pas et qu'il reprend en manuscrit d'apparat enluminé dédié à François Ier, Les prouesses de plusieurs rois. La dédicace est complétée d'une enluminure qui montre Perre Sala devant sa maison qui offre son livre au roi, ce qui pourrait le dater de la visite de François Ier à Lyon en 1523. Ce manuscrit de 144 folios de parchemin (34cm sur 21cm) vante les actes de bravoure à la bataille ou à la chasse des mythiques David, Alexandre, Clovis, Charlemagne, Godefroy de Bouillon, puis plus près de son époque, les rois de Charles VI à François Ier, et exhorte ce dernier à la croisade contre les Turcs.

### Les romans de chevalerie
Le Chevalier au Lion, offert à François Ier en 1522, est une réécriture en vers du roman chevaleresque Yvain ou le Chevalier au lion du Cycle arthurien, composé en octosyllabes au XIIe siècle par Chrétien de Troyes. Pierre Sala a simplifié le récit médiéval en éliminant des personnages secondaires et en réduisant les épisodes merveilleux, et l'a mis au goût de son époque en développant les relations entre hommes et femmes.
Le Roman de messire Herec est une autre réécriture d'un roman de Chrétien de Troyes. Cet ouvrage est aujourd'hui disparu.
Tristan ou Roman de Tristan le Léonnois et la belle reine Yseulte, vers 1525-1529. Dans sa dédicace, Pierre Sala déclare avoir fait sur ordre du roi une nouvelle copie du roman en remplacement d'un exemplaire usé. Sala narre l'amitié et les aventures de Tristan et de Lancelot, deux autres chevaliers du Cycle arthurien. Au lieu de retranscrire la légende arthurienne de Tristan et Iseut, Sala invente de nouvelles péripéties que traversent les deux personnages, ensemble ou séparément, en épisodes conventionnels (rencontre avec un ermite, délivrance d'un chevalier prisonnier, combat contre une jeune fille démon, etc.) ou plus originaux (expédition contre des géants cannibales, déguisement de Tristan et Lancelot en religieux, etc.).

## Postérité

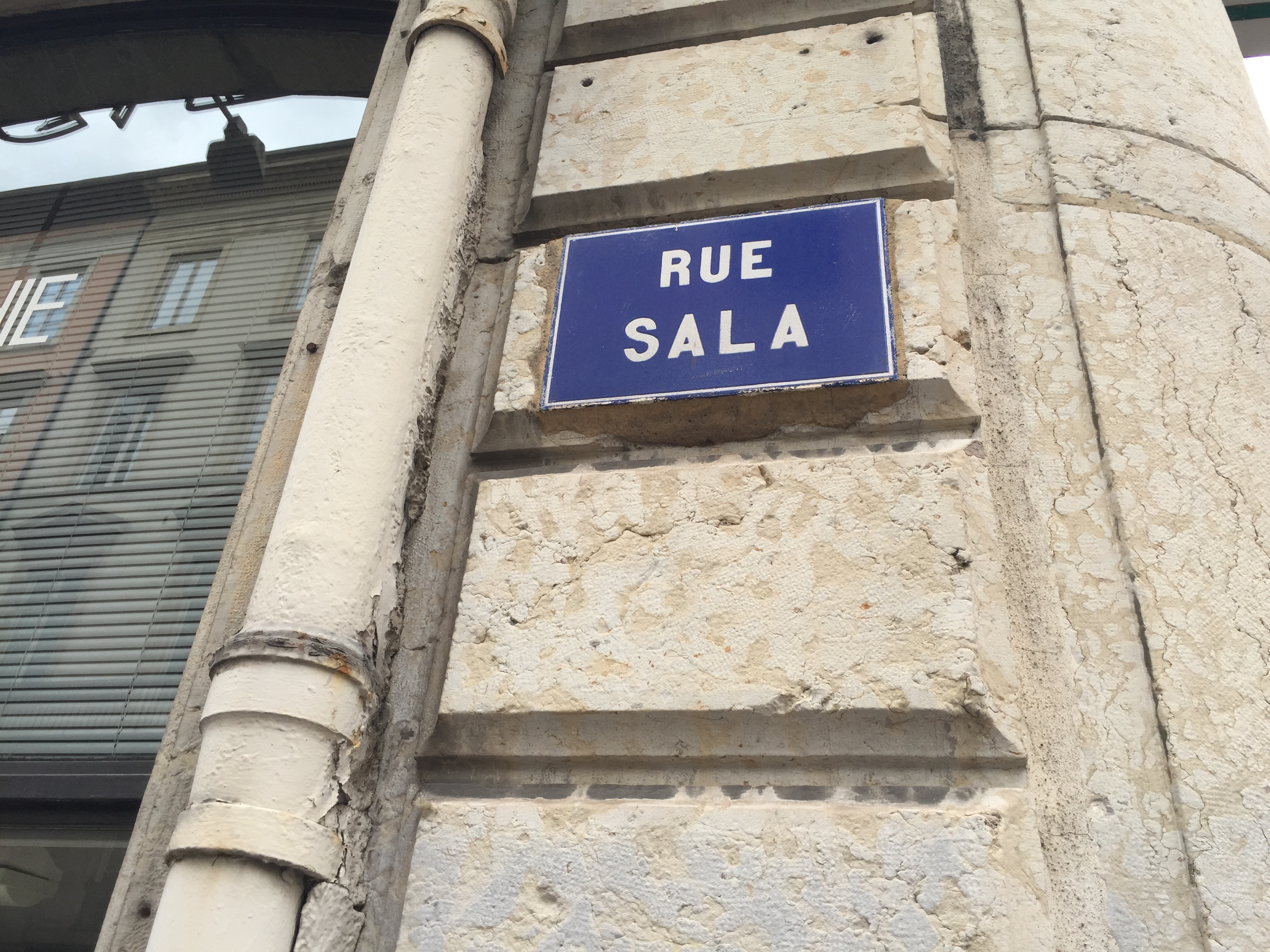
Rue Sala, à Lyon

Après son décès, les réalisations de Pierre Sala connaissent un relatif oubli. Ses œuvres restées manuscrites et en exemplaire unique sont peu lues, et son action d'épigraphiste n'a pas de successeur immédiat. Il était novateur par la présentation de premiers livres d'emblèmes, mais comme il tombe rapidement dans l'oubli, il est inconnu des historiens qui attribuent au XVIIe siècle la paternité du genre à André Alciat de Milan, auteur de la génération suivant celle de Sala, qui eut recours à l'imprimerie pour une large diffusion. La prise en considération au XXe siècle de l'originalité du Petit Livre d'amour amène à  qualifier restrictivement Sala d'artiste « pré-emblématique ».
Son petit-fils Symphorien Buatier hérite de sa collection d'antiquités, qui est ensuite dispersée. La maison de l'Antiquaille change plusieurs fois de propriétaires, elle est rachetée par les religieuses de la Visitation en 1630, qui l'agrandissent et la transforment en couvent puis en hôpital qui a fermé en 2003. C'est en 2015 qu'une partie du bâtiment est de nouveau accessible au public avec l'ouverture de l'Espace culturel du christianisme à Lyon et la catégorisation du cloître en Traboule.
Une rue du 2e arrondissement de Lyon percée sur des terrains vendus par sa famille porte son nom.

### Œuvres publiées de Pierre Sala
Manuscrits
- Le Petit livre d'Amour (ou Emblèmes et Devises d'Amour), manuscrit enluminé de 35 feuillets de 13 cm sur 9,5 cm, British Library, Londres, cote Stowe 955
- Fables et emblèmes et vers,
  - premier manuscrit, identifié avec le manuscrit Add. Ms 59677 conservé à Londres, à la British Library.
  - second manuscrit, offert à la régente Louise de Savoie, identifié avec les MS 422 conservé à la Morgan Library de New-York.
- Les Antiquités de Lyon, etc., manuscrit de 73 feuillets, conservé à la Bibliothèque nationale de France, identifiant BNF ark:/12148/btv1b90606587
- Traité de l'Amitié, dédié « à son amy maistre Jehan de Paris », manuscrit de 16 feuillets 242 × 162 mm, conservé à la Bibliothèque nationale de France, identifiant BNF ark:/12148/btv1b9063857f
- Les prouesses de plusieurs rois, manuscrit de 144 feuillets, 310 × 210 mm, exemplaire dédié au roi François Ier, conservé à la Bibliothèque nationale de France, identifiant BNF ark:/12148/btv1b90615193
- La complainte de Nature à l'alchimiste errant, manuscrit de 44 feuillets 203 x 145 mm, conservé à la Bibliothèque Sainte-Geneviève, Paris, identifiant Ms 3220
- Moraulz dictz des philosophes, manuscrit de 67 feuillets 215 x 145 mm, conservé à la Pierpont Morgan Library & Museum, New-York, identifiant Ms M277
- Moraulz dictz des philosophes, manuscrit de 69 feuillets, 230 x 150 mm, conservé à la Bibliothèque municipale de Lyon, cote : Ms 7685.
- Complainte au dieu d'Amour, Codex 2618 conservé à l'Österreichische Nationalbibliothek de Vienne.

Rééditions modernes
- Le livre de l'Amitié dédié à Jehan de Paris, publié par Georges Guigue, 1884, XII + 87 pages
- Le chevalier au lion, texte établi par Pierre Servet, H. Champion, Paris, 1996, 261 pages,  (ISBN 2-85203-544-8)
- Tristan, roman d'aventure du XVIe siècle, publié par L. Muir, Librairie Droz, Genève, Minard, Paris, 1958, 262 pages
- Tristant, édition critique établie par Chantal Verchère, H. Champion, Paris, 2008, 368 pages,  (ISBN 2745316680)

### Ouvrages sur Pierre Sala
- (en) Elizabeth Burin, Pierre Sala's pre-emblematic manuscripts, coll. « Emblematica 3 », 1988, 30 p.
- Philippe Fabia, Pierre Sala, sa vie et son œuvre, avec la légende et l'histoire de l'Antiquaille, Lyon, Audin, 1934, 334 p.
- Monika Grünberg Dröge, « Pierre Sala : antiquaire, humaniste et homme de lettres lyonnais du XVIe siècle », Travaux de l'institut d'histoire de l'art de Lyon, no 16,‎ 1993, p. 3-33
- Luisa Nieddu, L'hommage de Jean Perréal à son ami Pierre Sala, Dans Elsig, Milan, 2014, p. 151-157.
- Pierre Servet, « Le Tristan de Pierre Sala : entre roman chevaleresque et nouvelle », Études françaises, vol. 32, no 1,‎ 1996, p. 56-69 (lire en ligne)
- Richard Cooper, Antonio Possenti (direction) et Giulia Mastrangelo (direction), « Humanistes et antiquaires à Lyon », dans Il rinascimento a Lione. Atti di convegni (Università di Macerata, 1985), t. I, Rome, 1988, p. 159-174
- Ludmila Virassamynaïken (dir.), Arts et humanisme; Lyon Renaissance, Lyon, Musée des Beaux-Arts de Lyon, Somogy éditions d'art, 2015, 360 p. (ISBN 978-2-7572-0991-2)